# Ka-50-2 (航空機)
Ka-50-2 エルドガン（カモフ50-2 エルドガン；Ка-50-2 Эрдоган、Ka-50-2 Erdogan）は、ロシアの航空機製造会社カモフで開発された多目的の攻撃ヘリコプター。Ka-52の派生型で、NATO加盟国への輸出を目的に開発された。

## 概要
Ka-50-2は、攻撃ヘリコプターとしては馴染みの薄い単座型であったKa-50の商業的失敗を踏まえて開発された複座の攻撃ヘリコプターである。1997年にトルコが新たな攻撃ヘリコプターを募集したことに応じて開発された。
Ka-50-2では、Ka-50のもうひとつの複座派生型であるKa-52が並列複座式の操縦席を採用したのに対し、商業的ライバル機AH-1ZやA129 マングスタなどと同様のタンデム（縦列配置）式操縦席を採用して完成された。ただし、Ka-50-2も開発段階の初期の機体では並列座席が採用されていた。
カモフはエルドガンと名付けたKa-50-2がトルコ陸軍へ採用されたと発表したが、トルコ側は否定した。トルコ向けに開発されたこの機体にはイスラエル製機器が搭載されていた。なお、NATO向けというのは具体的にはトルコ向けということで、EU諸国への採用などを特に期待したものではない。

## 性能・主要諸元
- 初飛行：1999年
- 主回転翼直径：14.50m
- 全長：16.00m
- 全高：4.95m
- 全幅：7.34m
- 空虚重量：7,692kg
- 通常離陸重量：9,700kg
- 最大離陸重量：11,300kg
- 発動機：クリーモフ製TV3-117VMA ターボシャフトエンジン×2
- 出力：2,200kW×2
- 超過禁止速度：300km/h
- 巡航速度：275km/h
- 横進限界速度：100km/h
- 後進限界速度：100km/h
- 実用航続距離：1,160km
- 戦闘行動半径：450km
- 上昇率：780m/min
- 実用上昇限度：6,000m
- 戦闘上昇限度：4,200m
- 乗員：2名
- 武装：
  - GIAT 30M 781または2A42 30mm機関砲×1（弾数480発）
  - 6箇所のハードポイントに2,500kgまでの武装搭載が可能
    - 9K121 ヴィーフリ（英語版）対戦車ミサイル×12
    - ヘルファイア対戦車ミサイル×16
    - AIM-92 スティンガー空対空ミサイル×2-4
    - イグラ-1V空対空ミサイル×2-4
    - 20連装80mmロケット弾ポッド×2-4
    - 23mm機関砲・榴弾砲コンテナ
    - 500kg爆弾×4